# Thomas Rådström
Thomas Rådström (22 de gener de 1966) va ser un pilot suec de ral·lis que va participar en el Campionat Mundial de Ral·lis organitzat per la Fédération Internationale de l'Automobile. Va guanyar el campionat suec de ral·lis del 1996, i els seus resultats més significatius han set durant el ral·li del seu país, el ral·li de Suècia, que va guanyar l'any 1994. Aquest va ser el primer dels quatre podis i set vegades entre els deu millors d'aquest ral·li. Des del 1991 fins al 1998 va córrer per la marca Toyota. Després va córrer un any per a Ford, retornant el 2000 per Toyota. Durant els anys 2001 i 2002 va ser fitxat per Citroën.